# Johann Friedrich Judeich

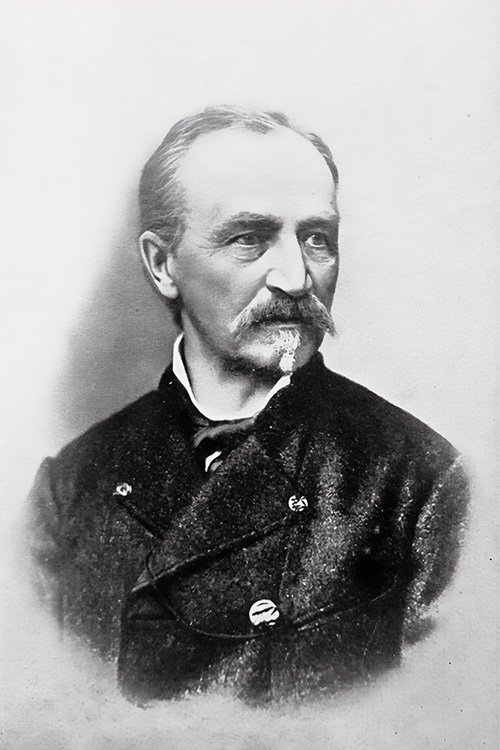
Johann Friedrich Judeich

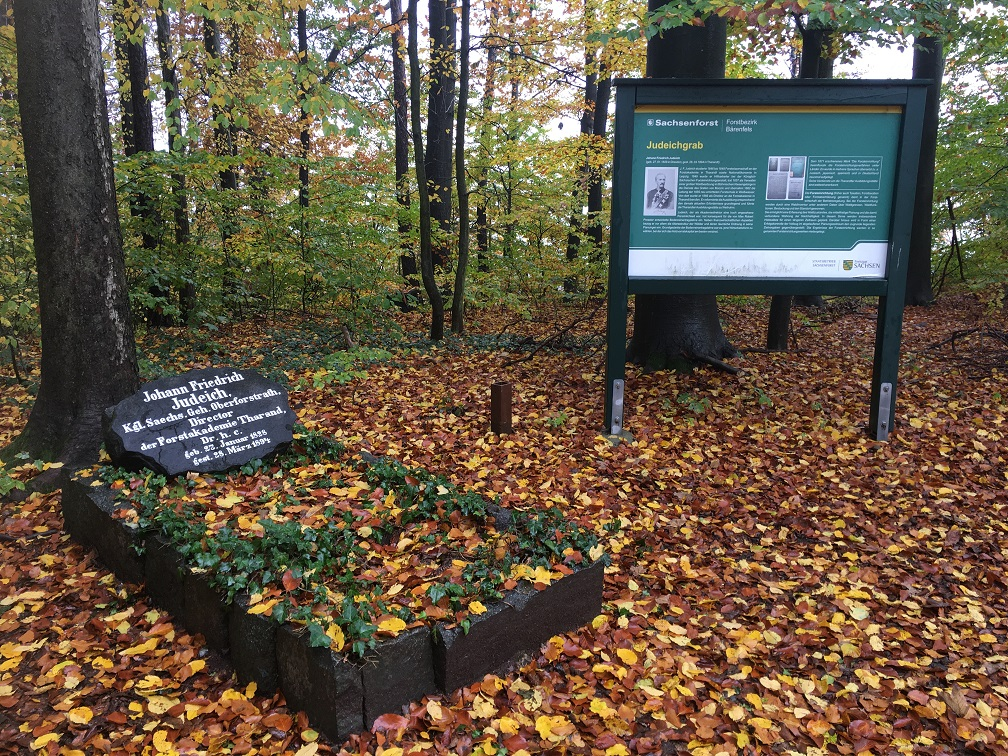
Judeichs Grab (Kenotaph) im Tharandter Wald

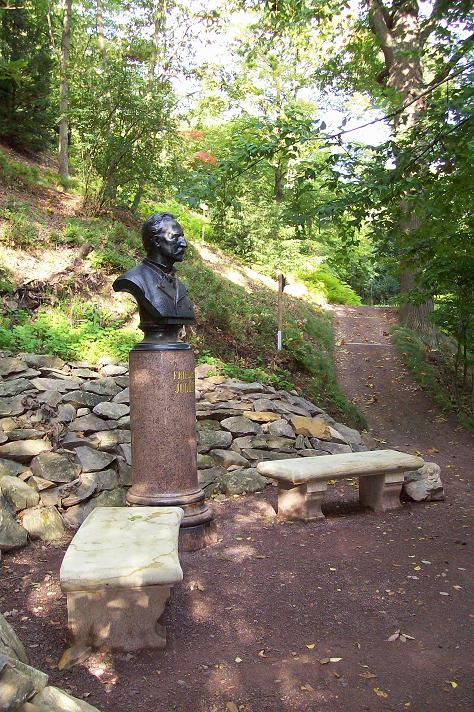
Judeichdenkmal heute im Forstbotanischen Garten Tharandt

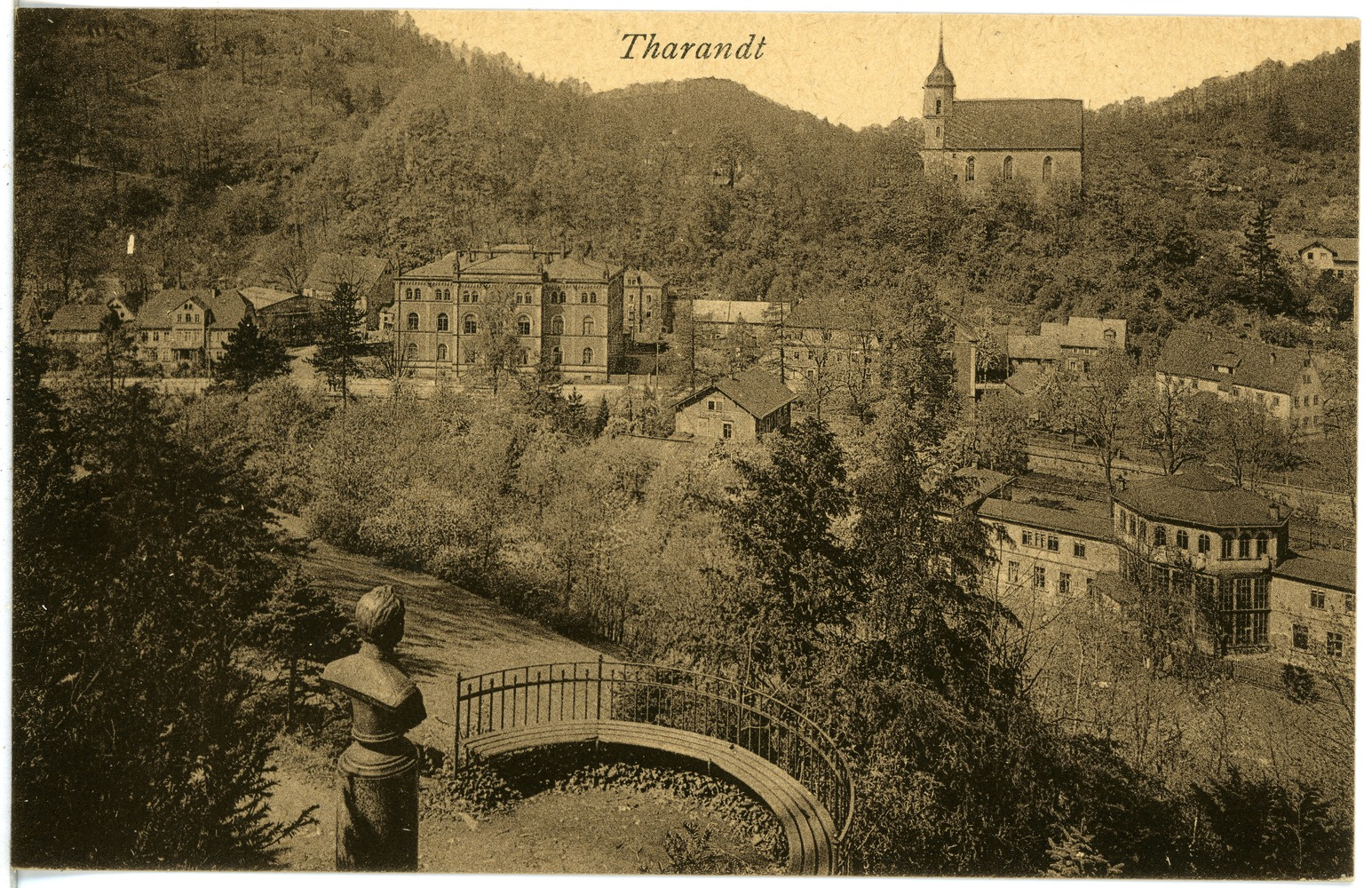
Blick vom Judeichdenkmal am ursprünglichen Standort zur Bergkirche in Tharandt um 1920

Johann Friedrich Judeich (* 27. Januar 1828 in Dresden; † 28. März 1894 in Tharandt) war ein deutscher Forstwissenschaftler.

## Leben
Johann Friedrich Judeich studierte 1846 bis 1848 Forstwissenschaft an der Forstakademie in Tharandt sowie Nationalökonomie in Leipzig. 1849 wurde er Hilfsarbeiter bei der königlich sächsischen Forsteinrichtungsanstalt, trat 1857 als Verwalter einer großen Waldbesitzung im böhmischen Riesengebirge in die Dienste des Grafen Rudolf von Morzin (1801–1881), wurde 1862 vom Böhmischen Forstschulverein an die Spitze der neu errichteten Forstschule in Weißwasser (Böhmen) berufen, von da aber 1866 als Direktor an die Forstakademie zu Tharandt beordert und 1876 zum Geheimen Forstrat sowie 1878 zum Geheimen Oberforstrat ernannt. Judeich war langjähriges Mitglied im Eisenbahnrat der Königlichen Generaldirektion der sächsischen Staatseisenbahnen. 1892 wurde er Mitglied der Leopoldina. 1866 wurde er Ehrendoktor der Universität Leipzig.
Unter seinen Schriften ist hervorzuheben: Die Forsteinrichtung (Dresden 1871, 4. Aufl. 1885).
Im Amtlichen Bericht über die Wiener Weltausstellung berichtete er über die Forstwirtschaft (Braunschweig 1874). Ab 1868 führte er die Redaktion des Tharandter forstlichen Jahrbuchs (Dresden) und 1873 bis 1882 gab er den Deutschen Forst- und Jagdkalender (Berlin) heraus. Mit Hinrich Nitsche besorgte er eine Neubearbeitung von Ratzeburgs „Waldverderbern“ (8. Aufl., Berlin, Parey 1885). Judeichs Nachfolger als Akademiedirektor, Max Neumeister, gab die Schriften seines ehemaligen Lehrers nach dessen Tod in mehreren weiteren Auflagen heraus.
Judeich wurde im heute nicht mehr vorhandenen Familiengrab auf dem Tharandter Friedhof beigesetzt. Seinen Grabstein verlegte man jedoch 1940 vom Friedhof auf ein Scheingrab (Kenotaph) in den Tharandter Wald, gegenüber von Cottas Grab, an die Stelle des ehemaligen Wettinplatzes.
In Tharandt wurde 1899 ein Denkmal mit Bronzebüste von Johannes Schilling in den so genannten Heiligen Hallen am Neumeisterweg (Gemarkung Somsdorf) errichtet und 2011 restauriert sowie in den Forstbotanischen Garten umgesetzt. Zudem bekam das auf dem ehemaligen Sportplatz 1998 erbaute Labor- und Hörsaalgebäude der Fachrichtung Forstwissenschaften den Namen Friedrich-Judeich-Bau. Die Judeich-Villa an der heutigen Cottastraße in Tharandt, dient als Stiftung der Judeich-Erben heute als Kinderhaus (Kindergarten) der Stadt Tharandt. In der Radeberger Vorstadt Dresdens ist zudem eine Straße nach Judeich benannt.
Sein älterer Bruder war der Advokat Edmund Judeich in Dresden. 
Johann Friedrich Judeich und seine Frau Charlotte, geborene Portius, hatten die beiden Söhne Ewald Judeich (1863–1901, Arzt) und Hans Judeich (1869–1936, Offizier). 